# Косенков, Максим Юрьевич
Максим Юрьевич Косенков (род. 28 декабря 1975, Тамбов, Тамбовская область, РСФСР, СССР) — российский государственный и партийный деятель, юрист. Глава администрации города Тамбова с 1 февраля 2022 года.
Председатель Тамбовского регионального отделения политической партии «Родина». Вице-мэр Тамбова (2000—2004), заместитель губернатора Тамбовской области (2004—2005), глава администрации Тамбова (2005—2008) (2022- н.в.). Член партии «Единая Россия» (исключён в 2008 году, восстановлен в 2025 году.). Исполняющий обязанности Главы администрации Тамбова (2020—2022).

## Биография
Косенков родился 28 декабря 1975 года в Тамбове. Окончил среднюю школу № 11 города Тамбова. Окончил Тамбовский государственный технический университет по специальности «юриспруденция» (начинал обучение в Северо-Западной академии государственной службы в Санкт-Петербурге).
В 1991 году Косенков стал инициатором создания союза детских организаций Тамбовской области, а впоследствии возглавил эту организацию. В 1994 году начал работу в мэрии Тамбова в должности специалиста 2 категории, впоследствии начальника отдела и председателя комитета по делам детей и молодежи. В 1997 году Косенков возглавил аппарат мэрии в команде первого мэра Валерия Коваля
В 2000 году Косенков был назначен вице-мэром Тамбова — заместителем мэра города Алексея Ильина, при этом, сохранив полномочия руководителя аппарата мэрии, одновременно стал отвечать за социальную сферу, работу с населением, взаимодействие с политическими партиями и общественными организациями.
16 марта 2004 года Косенков, на следующий день после выборов Президента России, был назначен заместителем главы Администрации Тамбовской области, курировал социальный блок.
С 10 июня 2005 года Косенков стал исполняющим обязанности мэра Тамбова.
23 августа 2005 года депутаты Тамбовской городской думы утвердили принятое конкурсной комиссией решение о назначении Косенкова на должность главы администрации Тамбова. Согласно уставу города, с Косенковым заключен контракт сроком на 5 лет.
В марте 2016 года возглавил региональное отделение политической партии «Родина» в Тамбовской области.
В 2020 году выдвинул список партии «Родина» на выборах в Тамбовскую городскую думу, список возглавил адвокат Дмитрий Кислинский. На выборах «Родина» получила 26 мест из 36 мест, получив квалифицированное большинство, несмотря на дальнейшее снятие двух депутатов из-за адвокатской деятельности.
1 февраля 2022 года назначен на должность Главы администрации города Тамбова.
7 апреля 2025 года ВРИО губернатора Тамбовской области предложил Косенкову вернуться в партию "Единая Россия", на что тот ответил согласием. 

## Уголовное дело
В середине апреля 2008 года Косенкова задержали в Москве, куда он приехал на съезд «Единой России». 21 апреля 2008 года он был  освобождён от занимаемой должности, а на следующий день после предъявления обвинения, 24 апреля, он был исключён из «Единой России» за «дискредитацию партии». 19 января 2009 года вынесен приговор, согласно которому он приговорен к 9,5 годам лишения свободы за злоупотребление должностными полномочиями (ст. 285 УК РФ) и похищение человека (ст. 126 УК РФ). Суд установил, что 25 марта 2008 года Косенков с соучастниками похитил своего знакомого 20-летнего гражданина Украины в Москве. Молодого человека отвезли в частный дом, принадлежащий Косенкову, и удерживали там в течение двух дней.
Приговор вступил в силу 27 апреля, к тому времени в отношении Виталия Бабия, якобы похищенного Косенковым, возбуждено уголовное дело за совершение кражи из дома Косенкова.
31 мая 2013 года приговор в отношении Косенкова на основании надзорной жалобы, по представлению заместителя председателя Верховного Суда Российской Федерации и первого заместителя прокурора Москвы был существенно изменён, и сокращён срок лишения свободы до 7 лет 7 месяцев. Из приговора исключён корыстный мотив и снято обвинение по статье 285 УК РФ (злоупотребление должностными полномочиями).
26 декабря 2013 года Зубово-Полянский суд Мордовии отказал Косенкову в условно-досрочном освобождении при положительной характеристике и при наличии ходатайства колонии. Это решение было отменено 7 апреля 2014 года Верховным судом Мордовии, который указал на грубые нарушения закона районным судом и постановил освободить Максима Косенкова немедленно.
19 ноября 2014 года Тамбовский областной суд признал нарушенным право Косенкова на досудебное производство по уголовному делу в отношении Бабия в разумный срок. Косенкову присуждена компенсация из федерального бюджета в размере 80 тысяч рублей. Суд установил, что длительность досудебного производства является чрезмерной в результате незаконных действий должностных лиц органов предварительного следствия, игнорирующих выводы судебных инстанций и надзирающего прокурора.
10 июля 2015 года Бабий признан виновным в совершении кражи имущества из дома Косенкова 1 февраля 2008 года и приговорён к одному году лишения свободы, однако от назначенного наказания освобождён в связи с истечением срока давности. В показаниях Бабия, приведённых подробно в приговоре, изложены не только обстоятельства совершения им кражи, но и событий предшествующих её совершению и последовавшие после. На этот раз, уже в суде, Бабий подтвердил, что оговорил Косенкова под давлением, при вынесении приговора по делу о якобы его похищении, публично попросил у Косенкова прощения.
С 2020 года защита Косенкова оспаривает приговор и настаивает на полном снятии ограничений, которое позволит полноценно занимать руководящие выборные должности.